# Felis lybica
El gato montés africano (Felis lybica) es una pequeña especie de gato montés nativa de África, Asia occidental y central hasta Rajasthan en India y Xinjiang en China. Ha sido incluido dentro de la categoría de especie bajo preocupación menor de la Lista Roja de la UICN en 2022.
En Chipre, se encontró un gato montés africano junto a un esqueleto humano en un sitio funerario de Shillourokambos, que se remonta al Neolítico precerámico B; se presume que las tumbas fueron establecidas por agricultores neolíticos hace unos 9500 años, y son la evidencia más antigua conocida de una estrecha asociación entre un gato y un ser humano. Su proximidad indica que el gato pudo haber sido amansado o domesticado.
Investigaciones genéticas han indicado que el gato montés africano divergió genéticamente en tres clados hace unos 173 000 años, a saber, el gato montés africano, el gato salvaje del África austral y el gato salvaje asiático. Esta especie fue domesticada por primera vez hace unos 10 000 años en el Cercano Oriente y son los ancestros del gato doméstico (F. catus). Los cruces entre gatos domésticos y gatos monteses africanos todavía son comunes en la actualidad.